# Hans Koch (arkitekt)
 For alternative betydninger, se Hans Koch. (Se også artikler, som begynder med Hans Koch)
Hans Henrik Koch (født 25. september 1873 i København, død 5. september 1922 i København) var en dansk arkitekt.
Begravet på Vestre Kirkegård. Forældre: Assessor, senere Højesteretsjustitiarius Peter Frederik Koch og Adamine Vilhelmine Mathilde Hauch. Gift 12. september 1902 i København med Anna Johanne Syberg Petersen, født 13. august 1873 på Søbysøgård, død 19. august 1918 i København, datter af forhenværende forpagter på Brockdorff Rasmus Syberg Petersen og Anna Frederikke Lollesgaard. Hans Koch var barnebarn på fædrene side af arkitekten Jørgen Hansen Koch og fader til arkitekten Peter Koch.

## Uddannelse
Besøgte Teknisk Skole; i murerlære 1893; optaget på Akademiet januar 1895; afgang januar 1902; medarbejder hos Hans J. Holm, Martin Nyrop og Heinrich Wenck 1899-1919; selvstændig virksomhed sammen med Carl Petersen 1919-22. Stipendier: Akademiets 1911. Rejser: 1897-98 Tyskland, Italien; 1901-02 Rhodos (som opmåler og fotograf ved Carlsbergfondets ekspedition); fra 1911 hyppige rejser til Nordtyskland og Berlin. Udstillinger: Charlottenborg 1922; Paris 1925.

## Udmærkelser
Grandprix, Paris, 1925 (for legetøj).

## Hverv
Medlem af bestyrelsen for Akademisk Arkitektforening fra 1905; Sekretær i Kunstforeningen 1912-18.

## Værker
- Villaerne A. N. Hansens Allé 37 og 38 (1907-08)
- C.F. Richsvej 44 (1908)
- Mariendalsvej 77 for Harald Moltke (1912, sammen med Carl Petersen)
- Kristian Zahrtmanns Plads 79 for Kristian Zahrtmann (1913, præmieret)
- Frederiksberg kommunale funktionærers Haveby
- 110 villaer i samlet bebyggelse ved Finsensvej, Buen og Ved Grænsen (1914, sammen med K.T. Seest, præmieret)
- ombygning af Julius Paulsens gård i Lundene i Tibirke (1918)
- Horsens Privatbank, hjørnet af Jessensgade og Stationsplads (1919, sammen med Carl Petersen)

## Restaureringer
Sammen med Carl Petersen: Vedligeholdelse af Thorvaldsens Museum og istandsættelse af Domhuset (fra 1919); ombygning af Admiral Gjeddes Gård, St. Kannikestræde 10 (1918-20, præmieret). Projekter sammen med Carl Petersen: Ting- og Arresthus i Kerteminde (3. Pr. 1908); Nationalmuseum i Gothersgade (1921) ; Forslag til Bebyggelse af det Classenske Fideicommis' grunde mellem Arendalsgade og Classensgade (gennemført 1924 i bebyggelsen ved Classens Have af Povl Baumann, Ole Falkentorp og Peter Nielsen).
Hans Kochs navn er i særlig grad knyttet til omvurderingen af C.F. Hansens arkitektur, som i forbindelse med kampen mod det projekterede spir på Frue Kirke fik stor betydning for arkitektgenerationen omkring 1. Verdenskrig. Det var Koch, som rejste spirkampagnen og organiserede den udstilling af C.F. Hansens arbejder, som blev spirmodstandernes sagligt mest betydningsfulde argument. Det var ligeledes ham, som fik kommunen til at rejse Niels Skovgaards Havhestebrønd på Kultorvet (senere flyttet til Kunstindustrimuseets Grønnegaard), og han nød i det hele inden for en snævrere kreds en umådelig autoritet. 
Han var en højt begavet mand med et usædvanligt matematisk og stereometrisk talent og ejede den sjældne egenskab at kunne forestille sig sammensatte former i plane udfoldninger. Hans kærlighed til børn og dyr frugtbargjorde på en elskelig og ejendommelig måde dette talent gennem et mangeårigt arbejde med legetøj (Syvklodsspillet, samt flere mosaikspil og sammenklistringsark med dyr og fugle, juleark og meget andet). Fra sin farfader, hofbygmester Jørgen Hansen Koch, havde han arvet en stor samling danske arkitekturtegninger, som han forøgede og bevarede med tanke på engang at stifte et dansk Arkitekturmuseum (nu den Kochske Samling, tilhørende Undervisningsministeriet, deponeret i Kunstakademiets samling af arkitekturtegninger).